# NGC 5510
NGC 5510 ist eine 13,0 mag helle irreguläre Zwerggalaxie mit ausgedehnten Sternentstehungsgebieten vom Hubble-Typ IBm/P im Sternbild Bärenhüter am Nordsternhimmel. Sie ist schätzungsweise 61 Millionen Lichtjahre von der Milchstraße entfernt und hat einen Durchmesser von etwa 25.000 Lj.
Das Objekt wurde im Jahr 1886 von Ormond Stone entdeckt.